# Veliko Svinjičko
Veliko Svinjičko is een plaats in de gemeente Sisak in de Kroatische provincie Sisak-Moslavina. De plaats telt 283 inwoners (2001).